# 孝文竇皇后
竇皇后（前200年代—前135年6月29日），名猗，中国西汉時期皇族女性，為汉文帝皇后、漢景帝生母，清河郡观津（今河北省衡水市武邑縣）人。儘管《史记》和《汉书》均未提及她的名字，但東漢趙岐在《三輔決錄》有提到其名為“猗”。另外，唐代司马贞撰写的《史记索隐》中，提到西晋皇甫谧称窦皇后的名字为“猗房”。竇氏掌握政權橫跨景帝、武帝兩代，主張黃老之術，成為西漢初年道家「無為而治」的忠實執行者及維護者。雖然竇氏不如呂雉、衛子夫般為人熟悉，但對西漢的政治影響深遠。

## 早年
窦氏生年不详，丈夫汉文帝刘恒公元前203年出生，其长子汉景帝刘启公元前188年出生，因此生年当不会迟于公元前200年。吕雉為皇太后時（前195年—前180年），窦氏以家人子的身份被选入宫服侍呂雉。之後，吕雉将一批宫女送出宫，赐予诸侯王，每王五名，窦氏就在其中。窦姬因家乡在清河郡，于是請求主管此事的宦官將她分去赵国。宦官答應，卻粗心大意，把竇氏排入前往代国的队伍中，竇氏不得已来到代国，卻得到了代王刘恒的寵幸。窦氏先生一女刘嫖，后生刘启、刘武等二子。
代王尚未入朝为帝时，代王王后早已亡故。陳平、周勃等元老誅滅諸呂，迎立代王劉恆為漢文帝後，代王王后所生的四子也相繼逝世。前元元年（前179年），刘启以庶长子身分被冊立為皇太子。同年三月，群臣请立皇后。文帝之母薄太后說：“诸侯皆同姓，立太子母为皇后。”窦氏因而被冊立為皇后，女儿刘嫖封为馆陶公主。次年，幼子刘武被立为代王，不久改迁梁国，改封为梁王。

## 家庭背景
窦氏的父母早亡，安葬在观津（現河北省重點文物保護單位：竇氏青山墓）。薄太后下诏追封窦皇后的父亲为安成侯，母亲为安成夫人。并且在清河设置二百户的园邑，由长丞侍奉看守，一切按薄太后父親灵文侯之墓——靈文園的做法。
窦皇后有兄弟二人，兄長为窦长君，弟弟为窦少君，窦少君在四五岁时，因家境贫困，被掳走並贩卖到外地，成為奴工。窦少君最後到了宜阳（今河南宜阳）進山挖石炭。一天黄昏，山崖边有一百多人在睡觉，突然山崩，睡在崖边的人都压死了，只有竇少君脱险逃生。不久，窦少君跟随主人到了京師，听说新皇后姓窦，原籍在观津。竇少君离家的时候虽然年纪幼小，却记得自己的籍贯和姓氏，还隐约记得与姊姊一起採桑叶並从树上摔下来的情景。他把这些事详细地写下来後，託人转交给窦皇后。窦皇后见到这封信後大驚，即刻將窦少君召来，姊弟就此相認。竇皇后还要窦少君回忆一些过去的情景，少君回忆道：「姊姊离我西去，我记得在驿站分别时，讨来米汤给我洗头，临走时又给我吃了饭才走的。」窦皇后泣不成声。
窦皇后將兄弟安置在長安城居住。为他俩请了有德行的长者教育他们。窦长君、窦少君兄弟后来成为谦让有礼的君子，不因地位显贵而盛气凌人。
竇氏成為皇太后時，漢景帝封其弟窦少君为章武侯，其兄窦长君早逝，封其子窦彭祖为南皮侯；其堂侄窦婴因平定七國之亂被封为魏其侯。

## 皇后生涯
窦皇后因病而双目失明。同时，文帝有新宠慎夫人和尹姬。其中慎夫人甚至可以与窦皇后、汉文帝同席而坐，直到袁盎以「當年戚夫人得寵後被呂太后所虐殺」為由勸阻，才讓慎夫人坐於下方。但由于慎夫人與尹姬都没有儿子，对窦皇后和刘启的地位无法构成威胁。

## 皇太后时期
汉文帝去世后，太子刘启即位，是为景帝。窦皇后被尊为皇太后。窦太后尊崇道家，因此汉景帝与窦氏宗族都必须学习黄老学说。由於竇太后的影响，在汉景帝在位期间与汉武帝早期，儒家学者都無法得到重用。
窦太后命景帝和窦姓外戚宗族得读老子的《道德經》，并推尊其学说，因此她在世时“故诸博士具官待问，未有进者”。
景帝时，她曾召博士辕固生问他《道德經》是怎样的一部书，辕固生不识时务，猝然答道：“这不过是部平常人家读的书。”（意思是皇家貴族不應讀此書。）窦太后大怒道：“難道一定要讀『司空城旦书』（刑法之類的书）吗？”（讥讽儒教嚴苛，類似於司空之類的法官，城旦之類的刑罰）太后憤怒，命辕固生到猪圈裏殺猪。汉景帝见辕固生为一文弱书生，恐不敌猪，於是給他一把利刃，才让辕固生把猪刺死。
景帝在位十六年，始终未用儒生。通常认为文景之治的主角是汉文帝与汉景帝。实际上，竇太后在文景之治时代所起的作用也是举足轻重的。在汉景帝统治时期，汉景帝曾经想启用儒家学者，但都被其阻止。
景帝庶长子刘荣因犯法遭中尉郅都治罪，被迫自杀。窦太后得知长孙死讯后大怒，深恨郅都执法严苛不肯宽容，准备用严厉的刑法处置郅都。汉景帝将郅都罢官还乡，随后却派使者持节任命郅都为雁门郡太守，让他从便道直接去赴任，并授予郅都特权，全权处理郡内政务。窦太后得知汉景帝再次重用郅都，愤怒异常，下令立即逮捕郅都。汉景帝替郅都辩解，说：“郅都是忠臣”，准备释放郅都。窦太后不忘孙儿刘荣之死，说：“临江王难道就不是忠臣吗？”在她的干涉下，郅都终于被杀。郅都死后不久，匈奴骑兵重新入侵雁门。
竇太后极其溺爱自己的小儿子刘武。不但赏赐无数，而且还希望他能在景帝去世后继位。前154年，汉景帝曾在宴会上对梁王刘武表示，愿在自己死后传位于他，但遭到竇婴等朝臣的反对。尽管后来窦太后对景帝多次施加压力，但终未成功，刘武更是在景帝生前即去世。

## 太皇太后時期
前141年，漢景帝劉啟駕崩，太子劉徹即位，是為漢武帝，奉生母皇后王氏為皇太后，尊祖母竇太后為太皇太后。
竇太皇太后闻武帝好儒學，非常不以為然，常出面干预朝政。武帝也不便违忤祖母，所有朝廷政事，都随时向她请示。当时御史大夫赵绾和郎中令王臧，迎鲁國耆儒申公来朝，并建议仿古制，设明堂辟雍，改曆易服，行巡狩封禅等礼仪，还建议政事“不必事事请命太皇太后”。太皇太后听罢，怒不可遏，命武帝下令革去赵绾、王臧官职。至她去世前，武帝都不重用儒生，可见她在政治上的影响。
建元六年（前135年），竇太皇太后去世，遗诏將東宮（長樂宮）的金钱财物全部赐给女儿刘嫖。她与汉文帝合葬在灞陵。

## 历史评价
窦氏干预朝政，推崇道家，自她之后，没有一位中国的统治者能像她一样真正的以「黄老思想」来「无为而治」。有人说其扮演一个逆历史潮流而动的角色。但文景之治政局稳定海晏河清，宽政待民，窦氏经历漢文帝、漢景帝二朝，史称“文景之治”的盛世，与推行黄老之术的宽民政策有很大关系。之后漢武罢黜百家，独尊儒术，虽一掃漢初的對外積弱之風，布大漢威名于四方，却将汉朝文景時期所積蓄的國力幾乎全部用光，晚年出現的巫蠱之禍也迫使武帝不得不重用無為而治重新累積國力。由此可见窦氏之功过不可一概而论。

## 陵墓被盗事件
2001年10月，窦氏的陵墓被盗，大量陪葬陶俑被盗墓贼出售，其中6件被偷运出境，并且于2002年3月20日在美國纽约蘇富比拍卖。中国国家文物局及外交部闻讯后与美方进行交涉，蘇富比才撤銷拍賣，并且于2003年6月将这6件陶俑归还中国。

## 影视作品
| 影視作品               | 飾演竇皇后的演員      |
| 《衛子夫》             | 陳莎莉飾演 竇太皇太后 |
| 《大汉天子》           | 陳莎莉飾演 竇太后     |
| 《大汉春秋》中視歌仔戲 | 廖瓊枝飾演 竇太后     |
| 《汉武大帝》           | 歸亞蕾飾演 竇漪房     |
| 《美人心计》           | 林心如飾演 窦漪房     |
| 《大風歌》             | 羅憶楠飾演 窦皇后     |
| 《真命天子》           | 周海媚 飾演 竇青蓮    |
| 纪录片《中国》第一季   | 张艺心飾演 竇太后     |

## 延伸阅读
[在维基数据编辑]
 《史記/卷049》，出自司馬遷《史記》
 《漢書·卷097上》，出自班固《漢書》
 《漢書/卷097下》，出自班固《漢書》